# Nicolas Bourbaki
Nicolas Bourbaki è l'eteronimo con cui, a partire dal 1935 e sostanzialmente fino al 1983, un gruppo di matematici di alto profilo, in maggioranza francesi, scrisse una serie di libri per l'esposizione sistematica di nozioni della matematica moderna avanzata. Con questa operazione scientifica il gruppo aveva l'obiettivo di fondare l'intera matematica sulla teoria degli insiemi attraverso testi che fossero il più possibile rigorosi e generali. Nel corso di questa attività furono introdotti nuovi termini e nuovi concetti che hanno avuto un'influenza importante nella matematica del XX secolo.
Si pensa che la scelta del nome dato al gruppo, avvenuta per scherzo, sia riconducibile al cognome del generale francese dell'Ottocento di origine greca Charles Denis Bourbaki.
Nel 1952 il gruppo costituì l'Association des collaborateurs de Nicolas Bourbaki con un proprio ufficio presso la École Normale Supérieure di Parigi. Suoi membri fondatori furono Henri Cartan, Claude Chevalley, Jean Coulomb, Jean Delsarte, Jean Dieudonné, Charles Ehresmann, René de Possel, Szolem Mandelbrot e André Weil. A questo sodalizio intellettuale si aggiunsero in seguito altre personalità.
Le attività principali del gruppo sono state la redazione degli Éléments de Mathématique e l'organizzazione dei Séminaire Bourbaki.

## L'opera di Bourbaki

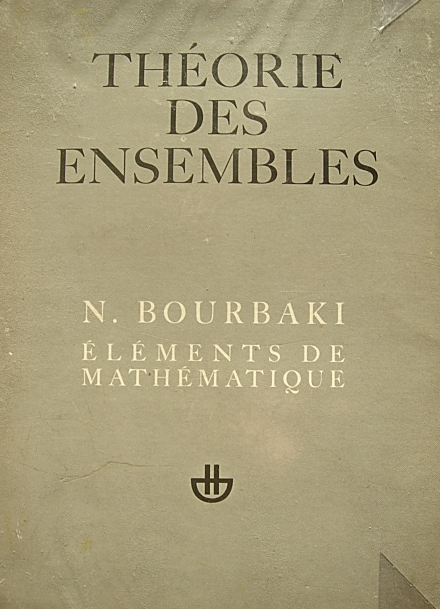
Il primo tomo, Théorie des ensembles, della nuova edizione iniziata nel 1970

In origine il gruppo Bourbaki si proponeva solo la presentazione rigorosa dei fondamenti del calcolo integrale e differenziale, ma questo obiettivo si rivelò troppo ristretto. L'attività del gruppo si concretizzò quindi nella pubblicazione della serie di testi comprendente:
- una prima parte intitolata Les structures fondamentales de l'analyse costituita da sei volumi intitolati Teoria degli insiemi, Algebra, Topologia generale, Funzioni di una variabile reale, Spazi vettoriali topologici e Integrazione;
- tre successivi volumi dedicati ad Algebra commutativa, Gruppi e algebre di Lie e Teorie spettrali (l'unico senza pretese di completezza) a cui si aggiunse un fascicolo di risultati sulle varietà differenziali e analitiche;
- un volume di Elementi di storia della matematica.

La serie di Elementi di Matematica (Éléments de mathématique) si compone dei seguenti volumi:
- Bourbaki, Nicolas (1939). Livre I: Théorie des ensembles
- Bourbaki, Nicolas (1942). Livre II: Algèbre
- Bourbaki, Nicolas (1940). Livre III: Topologie
- Bourbaki, Nicolas (1949). Livre IV: Fonctions d'une variable réelle
- Bourbaki, Nicolas (1953). Livre V: Espaces vectoriels topologiques
- Bourbaki, Nicolas (1952). Livre VI: Intégration
- Bourbaki, Nicolas (1961). Livre VII: Algèbre commutative
- Bourbaki, Nicolas (1960). Livre VIII: Groupes et algèbres de Lie
- Bourbaki, Nicolas (1967). Livre IX: Théories spectrales
- Bourbaki, Nicolas (1967). Livre X: Variétés différentielles et analytiques
- Bourbaki, Nicolas (2016). Livre XI: Topologie algébrique

Gli anni indicati si riferiscono all'edizione del primo capitolo di ciascun volume, dal momento che i volumi sono stati pubblicati in fascicoli (con diversi capitoli) e che molti di essi sono stati riscritti diverse volte (con modifiche anche significative fra un'edizione ed un'altra). Si tenga presente, ad esempio, che il volume II dedicato all'Algebra è stato pubblicato in cinque fascicoli (il primo, del 1942, con capitoli 1, 2 e 3, mentre l'ultimo, del 1980, con il capitolo 10).
L'enfasi posta nel rigore, che si dimostrò molto influente, può ricondursi a una reazione al lavoro di Jules-Henri Poincaré che sosteneva l'importanza del libero fluire dell'intuizione in matematica.

## Influenze
Molti dei libri di Bourbaki sono diventati riferimenti canonici nei rispettivi campi, anche se il loro stile austero raramente li rende adatti al ruolo di libri di testo. La loro influenza è stata massima nel periodo tra il 1950 e il 1960, quando erano pochi i libri di matematica pura indirizzati ai laureati. In seguito l'influenza dell'opera di Bourbaki è andata diminuendo, in parte a causa del fatto che alcune delle astrazioni portate avanti si dimostrarono meno utili di quanto si era inizialmente previsto e in parte perché furono ignorate altre astrazioni che ora si considerano importanti, per esempio l'armamentario della teoria delle categorie.
Bourbaki ha introdotto molte notazioni ed espressioni entrate nell'uso comune: il simbolo {\displaystyle \emptyset } per l'insieme vuoto, le maiuscole nello stile chiamato Blackboard Bold (grassetto da lavagna) per gli insiemi numerici dagli interi ai complessi (ℕ, ℤ, ℚ, ℝ, ℂ, ℍ) e termini come iniezione, suriezione e biiezione.
La serie dei seminari Bourbaki, iniziata nell'immediato dopoguerra, si tiene ancora a Parigi e costituisce un'importante fonte di articoli di rassegna scritti con uno stile molto accurato che segue il modello del testo degli Éléments de mathématique.

## Le finalità e lo stile di Bourbaki
Bourbaki si poneva con chiarezza finalità "enciclopediche". Voleva costruire un'esposizione di ampia portata e coerente dando enfasi all'assiomatica e al formalismo, richiamandosi alla visione della matematica di David Hilbert, ma sempre sottoponendo i contenuti a selezioni e rielaborazioni.
Esempi di questa tendenza sono il ribattezzare il calcolo tensoriale con il termine algebra multilineare e l'emergere dell'algebra commutativa come argomento indipendente dalla teoria dell'eliminazione, che aveva avuto una maggiore motivazione sotto il nome precedente di teoria degli ideali. Già Hilbert, negli anni novanta dell'Ottocento, aveva manifestato la preferenza per i metodi non costruttivi; con i suddetti cambiamenti di termini Bourbaki volle rendere palese questa preferenza.
Altre caratteristiche di Bourbaki sono le seguenti:
- I contenuti algoritmici sono considerati poco rilevanti e sono quasi completamente assenti.
- La risoluzione dei problemi è considerata secondaria rispetto alla presentazione assiomatica e sistematica.
- L'analisi è trattata nei suoi temi "leggeri" senza addentrarsi nelle sue stime "pesanti", più stringenti e impegnative da individuare.
- La teoria della misura è molto concentrata sulle misure di Radon.
- Le strutture combinatorie sono giudicate irrilevanti per la strutturazione complessiva.
- La logica matematica è poco approfondita, solo quanto basta a giustificare il lemma di Zorn.
- Le applicazioni compaiono raramente.

Nei libri di Bourbaki compaiono poche figure. La geometria come tematica a sé stante viene trascurata e compare solo quando si riduce ad algebra astratta ed analisi leggera. Weil nei suoi Collected works pone il dubbio che l'intuizione geometrica non sia che una facciata. Hilbert, insieme a Stefan Cohn-Vossen, negli anni venti del Novecento aveva scritto un libro sulla "geometria intuitiva" e quindi su questo tema Bourbaki risulta notevolmente selettivo nei confronti delle attitudini del padre ispiratore.
Molti volumi di Bourbaki sono accompagnati da note storiche che sono anche state raccolte in un volume separato.
Caposaldo della matematica bourbakista è il metodo assiomatico, articolato sullo schema assioma-definizione-teorema, come sostenuto nella prima pagina degli Éléments:

## Nancago
Nancago è una città immaginaria il cui nome è ricavato dalla fusione di Nancy e Chicago. In termini meno criptici delle due suddette università facevano parte alcuni dei membri più attivi del Gruppo Bourbaki. Alcuni dei fascicoli in francese dell'opera Éléments de mathématiques portano sul frontespizio Publication de l'Université de Nancago.